# Языческие ворота
Гейдентор (нем. Heidentor), или Языческие ворота — частично реконструированные руины древнеримской триумфальной арки, расположенной в бывшем городе-крепости Карнунтум на территории современной Австрии. Первоначально ворота имели форму тетрапилона, сохранилась только одна из четырех арок.
Расположены примерно в 900 метрах к югу от городского центра Карнунтума, бывшего римского города с населением около 50 000 человек, включая легионеров, размещённых в гарнизонах вокруг него. Ворота представляли собой, вероятно, тетрапилон — сооружение, состоящее из четырёх арок. Предположительно оно было возведено во время правления императора Констанция II (351—361 гг.): подобные триумфальные ворота часто строились в честь побед императоров или отдельных легионов. Ширина каждого из четырёх фасадов сооружения, вероятно, составляла 14,5 метров. На постаменте в центре традиционно находилась статуя бога или императора.
В последующие века сооружение отождествлялось с воротами римского города.